# Leichtathletik-Europacup 1975
| 5. Leichtathletik-Europacup                        | 5. Leichtathletik-Europacup | 5. Leichtathletik-Europacup | 5. Leichtathletik-Europacup | 5. Leichtathletik-Europacup | 5. Leichtathletik-Europacup |
| -------------------------------------------------- | --------------------------- | --------------------------- | --------------------------- | --------------------------- | --------------------------- |
|                                                    |                             |                             |                             |                             |                             |
| Resultate A-Finale                                 |                             |                             |                             |                             |                             |
| Nizza, Parc des sports de l’Ouest – 16./17. August |                             |                             |                             |                             |                             |
| Frauen                                             | Frauen                      | Frauen                      | Männer                      | Männer                      | Männer                      |
| Platz                                              | Land                        | Punkte                      | Platz                       | Land                        | Punkte                      |
| 1                                                  | DDR                         | 97                          | 1                           | DDR                         | 112                         |
| 2                                                  | Sowjetunion                 | 77                          | 2                           | Sowjetunion                 | 109                         |
| 3                                                  | BR Deutschland              | 65                          | 3                           | Polen                       | 101                         |
| 4                                                  | Polen                       | 58                          | 4                           | Großbritannien              | 083                         |
| 5                                                  | Rumänien                    | 48                          | 5                           | BR Deutschland              | 083                         |
| 6                                                  | Bulgarien                   | 47                          | 6                           | Finnland                    | 083                         |
| 7                                                  | Großbritannien              | 40                          | 7                           | Frankreich                  | 080                         |
| 8                                                  | Frankreich                  | 36                          | 8                           | Italien                     | 068                         |
| ← Edinburgh 1973                                   | ← Edinburgh 1973            | ← Edinburgh 1973            | Helsinki 1977 →             | Helsinki 1977 →             | Helsinki 1977 →             |

Das 5. Leichtathletik-Europacup-A-Finale fand am 16. und 17. August 1975 im Parc des sports de l’Ouest von Nizza (Frankreich) statt. Wie bei den letzten beiden Europacupfinals 1970 und 1973 gab es 33 Disziplinen (20 Männer, 13 Frauen).

## Der fünfte Leichtathletik-Europacup
Zum ersten Mal wurden die Frauenwettbewerbe nicht nur am selben Ort, sondern auch an denselben beiden Tagen gemeinsam mit den Männerwettbewerben ausgetragen.
Der Wettkampfturnus wurde nun wieder so geändert, dass die Veranstaltung in den ungeraden Jahren jeweils zwischen den Jahren mit Europameisterschaften bzw. Olympischen Spielen im zweijährigen Rhythmus stattfand.
Im Wettbewerbsprogramm gab es keine Veränderungen. Das Angebot der Frauen wurde in den darauffolgenden Jahren sukzessive immer weiter an die Männerdisziplinen angepasst. Die nächste Erweiterung sollte 1977 erfolgen.
Das Team der DDR gewann diesmal nicht nur bei den Männern, sondern setzte sich auch in der Frauenwertung vor die jeweils zweitplatzierte Sowjetunion. Bei den Männern siegte die DDR knapp mit drei Punkten Vorsprung, bei den Frauen betrug der Abstand sogar zwanzig Punkte.
Sehr spannend verlief das 100-Meter-Rennen der Männer. Der sowjetische Olympiasieger Walerij Borsow und der Italiener Pietro Mennea kamen zeitgleich mit 10,40 Sekunden auf den Rängen eins und zwei ins Ziel. Die Jury benötigte 24 Stunden, um mittels Auswertung der Zielfotografie über die Platzierungen zu entscheiden. Schließlich hatte Walerij Borsow das Rennen mit zwei Tausendstelsekunden Vorsprung gewonnen. Am zweiten Tag gab es über 200 Meter ein erneutes Duell zwischen den beiden Sprintern. Diesmal siegte Pietro Mennea deutlich mit 20,42 Sekunden gegenüber 20,61 s, die für Borsow gestoppt wurden.
Es wurden vier neue Landesrekorde aufgestellt:
- 3000-Meter-Hindernislauf, Männer: 8:17,6 min – Frank Baumgartl, DDR
- Dreisprung, Männer: 16,70 m – Christian Valétudie, Frankreich
- 4-mal-400-Meter-Staffel, Frauen: 3:26,6 min – Großbritannien (Jannette Roscoe, Gladys Taylor, Verona Elder, Donna Murray)
- Hochsprung, Frauen: 1,92 m BRe – Ulrike Meyfarth, BR Deutschland
- Weitsprung, Frauen: 6,76 m – Lidija Alfejewa, Sowjetunion

## Teilnehmer
Sowohl bei den Männern als auch bei den Frauen mussten die Teams sich wie schon bei den vorangegangenen Austragungen des Europacups zunächst über Vorkämpfe und Halbfinals für das Finale qualifizieren. In beiden Finals bestand das Finale nun aus den acht besten Nationen. In den vier Austragungen zuvor waren es jeweils sechs bzw. 1970 bei den Männern sieben Länder gewesen.
| Finalteams                                                                      | Finalteams                                                                        |
| Männer                                                                          | Frauen                                                                            |
| ------------------------------------------------------------------------------- | --------------------------------------------------------------------------------- |
| BR Deutschland DDR Finnland Frankreich Großbritannien Italien Polen Sowjetunion | Bulgarien BR Deutschland DDR Frankreich Großbritannien Rumänien Polen Sowjetunion |

## Vorrunde
Die Vorrunde der Männer fand am 14. und 15. Juni in Lissabon und Athen statt. Die Damen trugen ihre Vorrunde am 14. Juni in Madrid und Osijek aus. Die jeweils drei besten Mannschaften qualifizierten sich für das Halbfinale.
| Länderwertungen Vorrunde | Länderwertungen Vorrunde | Länderwertungen Vorrunde | Länderwertungen Vorrunde | Länderwertungen Vorrunde | Länderwertungen Vorrunde |
| ------------------------ | ------------------------ | ------------------------ | ------------------------ | ------------------------ | ------------------------ |
| Männer                   |                          |                          |                          |                          |                          |
| Lissabon                 | Lissabon                 | Lissabon                 | Athen                    | Athen                    | Athen                    |
| Platz                    | Land                     | Punkte                   | Platz                    | Land                     | Punkte                   |
| 1                        | Spanien                  | 114                      | 1                        | Rumänien                 | 94                       |
| 2                        | Schweiz                  | 110                      | 2                        | Bulgarien                | 92                       |
| 3                        | Belgien                  | 093                      | 3                        | Griechenland             | 90                       |
| 4                        | Niederlande              | 088                      | 4                        | Norwegen                 | 59                       |
| 5                        | Portugal                 | 065                      | 5                        | Australien               | 47                       |
| 6                        | Island                   | 046                      | 6                        | Dänemark                 | 45                       |
| 7                        | Irland                   | 43                       |                          |                          |                          |
| Frauen                   |                          |                          |                          |                          |                          |
| Madrid                   | Madrid                   | Madrid                   | Osijek                   | Osijek                   | Osijek                   |
| Platz                    | Land                     | Punkte                   | Platz                    | Land                     | Punkte                   |
| 1                        | Tschechoslowakei         | 63                       | 1                        | Jugoslawien              | 50                       |
| 2                        | Belgien                  | 57                       | 2                        | Österreich               | 45                       |
| 3                        | Schweden                 | 52                       | 3                        | Dänemark                 | 41                       |
| 4                        | Schweiz                  | 52                       | 4                        | Irland                   | 31                       |
| 5                        | Spanien                  | 28                       | 5                        | Griechenland             | 31                       |
| 6                        | Portugal                 | 20                       |                          |                          |                          |

## Halbfinale
Das Halbfinale fand am 12. und 13. Juli bei den Männern in Turin, London und Leipzig sowie bei den Frauen nur am 12. Juli in Lüdenscheid, Sofia und Budapest statt.
Je zwei Mannschaften qualifizierten sich direkt für das Finale. Außerdem war Gastgeber Frankreich unabhängig von der Platzierung im Halbfinale für das Finale in Nizza startberechtigt. Schließlich wurde die Sollstärke von acht Mannschaften dadurch erreicht, dass der punktbeste Dritte ebenfalls ins Finale aufrückte.
| Länderwertungen Halbfinale | Länderwertungen Halbfinale | Länderwertungen Halbfinale | Länderwertungen Halbfinale | Länderwertungen Halbfinale | Länderwertungen Halbfinale | Länderwertungen Halbfinale | Länderwertungen Halbfinale | Länderwertungen Halbfinale |
| -------------------------- | -------------------------- | -------------------------- | -------------------------- | -------------------------- | -------------------------- | -------------------------- | -------------------------- | -------------------------- |
| Frauen                     |                            |                            |                            |                            |                            |                            |                            |                            |
|                            | Lüdenscheid                | Lüdenscheid                |                            | Sofia                      | Sofia                      |                            | Budapest                   | Budapest                   |
| Platz                      | Land                       | Punkte                     | Land                       | Punkte                     | Land                       | Punkte                     |                            |                            |
| 1                          | Polen                      | 63,0                       | DDR                        | 77,0                       | Sowjetunion                | 68,0                       |                            |                            |
| 2                          | BR Deutschland             | 63,0                       | Bulgarien                  | 54,0                       | Rumänien                   | 50,0                       |                            |                            |
| 3                          | Finnland                   | 48,0                       | Vereinigtes Königreich     | 53,0                       | Ungarn                     | 46,0                       |                            |                            |
| 4                          | Tschechoslowakei           | 44,0                       | Niederlande                | 32,0                       | Frankreich                 | 37,0                       |                            |                            |
| 5                          | Italien                    | 33,0                       | Schweden                   | 31,0                       | Österreich                 | 36,0                       |                            |                            |
| 6                          | Dänemark                   | 21,0                       | Jugoslawien                | 26,0                       | Belgien                    | 34,0                       |                            |                            |
| Männer                     |                            |                            |                            |                            |                            |                            |                            |                            |
|                            | Turin                      | Turin                      |                            | London                     | London                     |                            | Leipzig                    | Leipzig                    |
| Platz                      | Land                       | Punkte                     | Land                       | Punkte                     | Land                       | Punkte                     |                            |                            |
| 1                          | BR Deutschland             | 101,0                      | Polen                      | 92,0                       | DDR                        | 98,0                       |                            |                            |
| 2                          | Italien                    | 083,0                      | Vereinigtes Königreich     | 91,0                       | Finnland                   | 89,0                       |                            |                            |
| 3                          | Rumänien                   | 065,0                      | Sowjetunion                | 80,0                       | Frankreich                 | 71,5                       |                            |                            |
| 4                          | Ungarn                     | 062,0                      | Schweden                   | 68,0                       | Jugoslawien                | 61,5                       |                            |                            |
| 5                          | Tschechoslowakei           | 061,0                      | Spanien                    | 49,0                       | Schweiz                    | 55,0                       |                            |                            |
| 6                          | Belgien                    | 047,0                      | Bulgarien                  | 38,0                       | Griechenland               | 43,0                       |                            |                            |

 qualifiziert für das A-Finale

## Wertungssystem
Im Wertungssystem gab es aufgrund der erhöhten Teilnehmerzahl nun eine Anpassung. Prinzipiell änderte sich jedoch nichts gegenüber den ersten Europacupaustragungen. Die Punktzahl der einzelnen Länder ergab sich aus der Addition der Punkte aus den einzelnen Disziplinen. Für Frauen und Männer war die Endgesamtwertung getrennt.

Die Punkte wurden nach folgendem Schema verteilt:

Platz 1 – 9 Punkte / Pl. 2 – 7 Pkte. / Pl. 3 – 6 Pkte. / Pl. 4 – 5 Pkte. / Pl. 5 – 4 Pkte. / Pl. 6 – 3 Pkte. / Pl. 7 – 2 Pkte. / Pl. 8 – 1 Pkt.

## Doping
Im Rahmen der diesjährigen Europacupwettbewerbe gab es zwei Dopingfälle. Die beiden anschließend disqualifizierten Athleten gehörten zu den ersten namentlich bekannten Sportlern, denen nach der Aufnahme anaboler Steroide in die Liste verbotener leistungssteigernder Mittel der illegale Einsatz von Anabolika nachgewiesen wurde. Ihre erzielten Ergebnisse wurden ihnen aberkannt.
Es handelte sich um folgende Wettbewerber:
- Valentina Cioltan, Rumänien – Sie war im Finale zunächst Vierte des Kugelstoßwettbewerbs.
- Welko Welew, Bulgarien – Er startete für sein Land in den Vorrunden ebenfalls im Kugelstoßen, war dann im Finale in Nizza nicht dabei, da Bulgarien zuvor ausgeschieden war.[2]

## Legende
Kurze Übersicht zur Bedeutung der Symbolik – so üblicherweise auch in sonstigen Veröffentlichungen verwendet:
| NR  | Nationaler Rekord                     |
| BR  | Nationaler Rekord                     |
| e   | egalisiert                            |
| DNF | did not finish (nicht im Ziel)        |
| DOP | wegen Dopingvergehens disqualifiziert |
| x   | ungültig                              |

## Resultate Männer

### 100 m
| Platz | Athlet           | Land | Zeit (s) |
| ----- | ---------------- | ---- | -------- |
| 1     | Walerij Borsow   | URS  | 10,40    |
| 2     | Pietro Mennea    | ITA  | 10,40    |
| 3     | Alexander Thieme | GDR  | 10,53    |
| 4     | Gilles Échevin   | FRA  | 10,58    |
| 5     | Antti Rajamäki   | FIN  | 10,59    |
| 6     | Klaus Ehl        | FRG  | 10,61    |
| 7     | Ainsley Bennett  | GBR  | 10,63    |
| 8     | Zenon Licznerski | POL  | 10,72    |

Datum: 16. August 1975
Wind: −0,7 m/s

### 200 m
| Platz | Athlet              | Land | Zeit (s) |
| ----- | ------------------- | ---- | -------- |
| 1     | Pietro Mennea       | ITA  | 20,42    |
| 2     | Walerij Borsow      | URS  | 20,61    |
| 3     | Antti Rajamäki      | FIN  | 20,97    |
| 4     | Lucien Sainte-Rose  | FRA  | 21,02    |
| 5     | Hans-Jürgen Bombach | GDR  | 21,18    |
| 6     | Jerzy Pietrzyk      | POL  | 21,22    |
| 7     | Ainsley Bennett     | GBR  | 21,29    |
| 8     | Klaus Ehl           | FRG  | 21,42    |

Datum: 17. August 1975
Wind: −0,9 m/s

### 400 m
| Platz | Athlet                 | Land | Zeit (s) |
| ----- | ---------------------- | ---- | -------- |
| 1     | David Jenkins          | GBR  | 45,52    |
| 2     | Markku Kukkoaho        | FIN  | 45,56    |
| 3     | Jerzy Pietrzyk         | POL  | 45,67    |
| 4     | Franz-Peter Hofmeister | FRG  | 46,40    |
| 5     | Gunter Arnold          | GDR  | 46,67    |
| 6     | Francis Demarthon      | FRA  | 46,77    |
| 7     | Semjon Kotscher        | URS  | 46,99    |
| 8     | Flavio Borghi          | ITA  | 47,71    |

Datum: 16. August 1975

### 800 m
| Platz | Athlet              | Land | Zeit (min) |
| ----- | ------------------- | ---- | ---------- |
| 1     | Steve Ovett         | GBR  | 1:46,56    |
| 2     | Dieter Fromm        | GDR  | 1:47,37    |
| 3     | Wladimir Ponomarjow | URS  | 1:47,64    |
| 4     | Markku Taskinen     | FIN  | 1:47,67    |
| 5     | Marian Gęsicki      | POL  | 1:48,16    |
| 6     | Roqui Sanchez       | FRA  | 1:48,43    |
| 7     | Willi Wülbeck       | FRG  | 1:48,58    |
| 8     | Vittorio Fontanella | ITA  | 1:52,08    |

Datum: 17. August 1975

### 1500 m
| Platz | Athlet               | Land | Zeit (min) |
| ----- | -------------------- | ---- | ---------- |
| 1     | Thomas Wessinghage   | FRG  | 3:39,1     |
| 2     | Bronisław Malinowski | POL  | 3:39,8     |
| 3     | Frank Clement        | GBR  | 3:40,1     |
| 4     | Vittorio Fontanella  | ITA  | 3:40,2     |
| 5     | Jürgen Straub        | GDR  | 3:40,4     |
| 6     | Anatoli Mamontow     | URS  | 3:44,7     |
| 7     | Francis Gonzalez     | FRA  | 3:45,0     |
| 8     | Markku Laine         | FIN  | 3:48,4     |

Datum: 16. August 1975

### 5000 m
| Platz | Athlet                  | Land | Zeit (min) |
| ----- | ----------------------- | ---- | ---------- |
| 1     | Brendan Foster          | GBR  | 13:36,18   |
| 2     | Enn Sellik              | URS  | 13:42,83   |
| 3     | Manfred Kuschmann       | GDR  | 13:44,79   |
| 4     | Henryk Szordykowski     | POL  | 13:49,47   |
| 5     | Lasse Virén             | FIN  | 13:49,83   |
| 6     | Jean-Paul Gomez         | FRA  | 13:50,14   |
| 7     | Luigi Zarcone           | ITA  | 13:53,12   |
| 8     | Klaus-Peter Hildenbrand | FRG  | 13:57,94   |

Datum: 17. August 1975

### 10.000 m
| Platz | Athlet               | Land | Zeit (min) |
| ----- | -------------------- | ---- | ---------- |
| 1     | Karl-Heinz Leiteritz | GDR  | 28:37,2    |
| 2     | Dave Black           | GBR  | 28:42,2    |
| 3     | Giuseppe Cindolo     | ITA  | 28:48,0    |
| 4     | Edward Mleczko       | POL  | 28:53,4    |
| 5     | Noël Tijou           | FRA  | 28:56,5    |
| 6     | Pekka Päivärinta     | FIN  | 29:01,4    |
| 7     | Gerd Frähmcke        | FRG  | 29:02,4    |
| 8     | Wladimir Merkuschin  | URS  | 29:06,8    |

Datum: 16. August 1975

### 110 m Hürden
| Platz | Athlet           | Land | Zeit (s) |
| ----- | ---------------- | ---- | -------- |
| 1     | Guy Drut         | FRA  | 13,57    |
| 2     | Thomas Munkelt   | GDR  | 13,78    |
| 3     | Wiktor Mjasnikow | URS  | 13,88    |
| 4     | Berwyn Price     | GBR  | 13,90    |
| 5     | Jan Pusty        | POL  | 13,91    |
| 6     | Giuseppe Buttari | ITA  | 14,03    |
| 7     | Dieter Gebhard   | FRG  | 14,17    |
| 8     | Raimo Alanen     | FIN  | 14,38    |

Datum: 16. August 1975
Wind: −1,4 m/s

### 400 m Hürden
| Platz | Athlet             | Land | Zeit (s) |
| ----- | ------------------ | ---- | -------- |
| 1     | Alan Pascoe        | GBR  | 49,00    |
| 2     | Jean-Claude Nallet | FRA  | 49,38    |
| 3     | Jerzy Hewelt       | POL  | 50,59    |
| 4     | Jochen Mayer       | GDR  | 50,71    |
| 5     | Raimo Alanen       | FIN  | 51,00    |
| 6     | Dieter Friedrich   | FRG  | 51,94    |
| 7     | Giorgio Ballati    | ITA  | 52,31    |
| DNF   | Jewgeni Gawrilenko | URS  |          |

Datum: 17. August 1975

### 3000 m Hindernis
| Platz | Athlet               | Land | Zeit (min) |
| ----- | -------------------- | ---- | ---------- |
| 1     | Michael Karst        | FRG  | 8:16,4000  |
| 2     | Frank Baumgartl      | GDR  | 8:17,6 NR  |
| 3     | Bronisław Malinowski | POL  | 8:18,6000  |
| 4     | Franco Fava          | ITA  | 8:20,4000  |
| 5     | Alexander Welitschko | URS  | 8:27,4000  |
| 6     | Tapio Kantanen       | FIN  | 8:28,6000  |
| 7     | Jean-Paul Villain    | FRA  | 8:42,8000  |
| 8     | Tony Staynings       | GBR  | 8:43,4000  |

Datum: 17. August 1975

### 4 × 100 m Staffel
| Platz | Besetzung      | Land                                                                  | Zeit (s) |
| ----- | -------------- | --------------------------------------------------------------------- | -------- |
| 1     | DDR            | Hans-Joachim Zenk Thomas Munkelt Hans-Jürgen Bombach Alexander Thieme | 38,98    |
| 2     | Sowjetunion    | Alexandr Korneljuk Nikolai Kolesnikow Juris Silovs Walerij Borsow     | 39,00    |
| 3     | Italien        | Vincenzo Guerini Luciano Caravani Luigi Benedetti Pietro Mennea       | 39,32    |
| 4     | BR Deutschland | Klaus Ehl Reinhard Borchert Dieter Steinmann Manfred Ommer            | 39,59    |
| 5     | Polen          | Zenon Nowosz Jan Alończyk Bogdan Grejszak Zenon Licznerski            | 39,60    |
| 6     | Frankreich     | Dominique Chauvelot René Metz Lucien Sainte-Rose Gilles Échevin       | 39,84    |
| 7     | Großbritannien | David Roberts Richard Kennedy Ainsley Bennett Terry Collins           | 40,17    |
| 8     | Finnland       | Antti Rajamäki Raimo Vilén Markku Juhola Raimo Räty                   | 40,38    |

Datum: 16. August 1975

### 4 × 400 m Staffel
| Platz | Besetzung      | Land                                                                      | Zeit (min) |
| ----- | -------------- | ------------------------------------------------------------------------- | ---------- |
| 1     | Großbritannien | Glen Cohen Jim Aukett Bill Hartley David Jenkins                          | 3:02,9     |
| 2     | BR Deutschland | Franz-Peter Hofmeister Horst-Rüdiger Schlöske Lothar Krieg Bernd Herrmann | 3:03,4     |
| 3     | Finnland       | Juhani Tiihonen Ossi Karttunen Markku Taskinen Markku Kukkoaho            | 3:04,1     |
| 4     | Frankreich     | Francis Demarthon Roger Velasquez Francis Kerbiriou Jean-Claude Nallet    | 3:06,3     |
| 5     | Polen          | Jan Werner Janusz Koziarz Zbigniew Jaremski Jerzy Pietrzyk                | 3:06,8     |
| 6     | Sowjetunion    | Pawel Kosban Waleri Jurtschenko Wiktor Mjasnikow Semjon Kotscher          | 3:07,1     |
| 7     | DDR            | Benno Stops Gunter Arnold Dietmar Krug Siegmar Lathan                     | 3:09,2     |
| 8     | Italien        | Flavio Borghi Bruno Magnani Pasqualino Abeti Alfondo Di Guida             | 3:09,7     |

Datum: 17. August 1975

### Hochsprung
| Platz | Athlet              | Land | Höhe (m) |
| ----- | ------------------- | ---- | -------- |
| 1     | Alexander Grigorjew | URS  | 2,24     |
| 2     | Paul Poaniéwa       | FRA  | 2,22     |
| 3     | Rolf Beilschmidt    | GDR  | 2,20     |
| 4     | Enzo Del Forno      | ITA  | 2,17     |
| 5     | Jacek Wszoła        | POL  | 2,11     |
| 6     | Wolfgang Killing    | FRG  | 2,11     |
| 7     | Asko Pesonen        | FIN  | 2,08     |
| 8     | Michael Butterfield | GBR  | 2,08     |

Datum: 16. August 1975

### Stabhochsprung
| Platz | Athlet                | Land | Höhe (m) |
| ----- | --------------------- | ---- | -------- |
| 1     | Władysław Kozakiewicz | POL  | 5,45     |
| 2     | Antti Kalliomäki      | FIN  | 5,40     |
| 3     | Juri Issakow          | URS  | 5,40     |
| 4     | Patrick Abada         | FRA  | 5,35     |
| 5     | Günther Lohre         | FRG  | 5,30     |
| 6     | Renato Dionisi        | ITA  | 5,25     |
| 7     | Peter Wienick         | GDR  | 5,20     |
| 8     | Mike Bull             | GBR  | 4,60     |

Datum: 17. August 1975

### Weitsprung
| Platz | Athlet                | Land | Weite (m) |
| ----- | --------------------- | ---- | --------- |
| 1     | Grzegorz Cybulski     | POL  | 8,15      |
| 2     | Walerij Pidluschnyj   | URS  | 7,92      |
| 3     | Peter Rieger          | GDR  | 7,70      |
| 4     | Heikki Mattila        | FIN  | 7,67      |
| 5     | Ulrich Köwring        | FRG  | 7,64      |
| 6     | Jean-François Bonhème | FRA  | 7,51      |
| 7     | Domenico Fontanella   | ITA  | 7,36      |
| 8     | Allan Lerwill         | GBR  | 7,33      |

Datum: 16. August 1975

### Dreisprung
| Platz | Athlet              | Land | Weite (m) | Versuchsserie (m) | Versuchsserie (m) | Versuchsserie (m) | Versuchsserie (m) | Versuchsserie (m) | Versuchsserie (m) |
| Platz | Athlet              | Land | Weite (m) | 1. Versuch        | 2. Versuch        | 3. Versuch        | 4. Versuch        | 5. Versuch        | 6. Versuch        |
| 1     | Wiktor Sanejew      | URS  | 16,97000  | 16,30             | 16,59             | 16,97             | x                 | 16,79             | x                 |
| 2     | Christian Valétudie | FRA  | 16,70 NR  | 16,40             | 16,70             | 16,45             | 16,37             | 16,21             | 16,35             |
| 3     | Andrzej Sontag      | POL  | 16,32000  | 16,17             | x                 | 16,16             | 16,32             | x                 | x                 |
| 4     | Pentti Kuukasjärvi  | FIN  | 16,23000  | 16,23             | 16,17             | 16,14             | 16,06             | 16,17             | 15,85             |
| 5     | Jörg Drehmel        | GDR  | 16,22000  | 15,90             | 16,11             | 16,01             | x                 | 16,22             | x                 |
| 6     | Ludwig Franz        | FRG  | 16,02000  | 16,02             | 15,75             | x                 | 15,20             | 15,52             | 15,40             |
| 7     | Maurizio Siega      | ITA  | 15,93000  | 15,26             | 15,29             | 15,84             | x                 | 15,93             | 15,84             |
| 8     | David Johnson       | GBR  | 15,65000  | 15,41             | x                 | x                 | 15,65             | 15,57             | 15,42             |

Datum: 17. August 1975

### Kugelstoßen
| Platz | Athlet                   | Land | Weite (m) | Versuchsserie (m) | Versuchsserie (m) | Versuchsserie (m) | Versuchsserie (m) | Versuchsserie (m) | Versuchsserie (m) |
| Platz | Athlet                   | Land | Weite (m) | 1. Versuch        | 2. Versuch        | 3. Versuch        | 4. Versuch        | 5. Versuch        | 6. Versuch        |
| 1     | Geoff Capes              | GBR  | 20,75     | 20,17             | 19,97             | 20,75             | 19,82             | 20,29             | 20,14             |
| 2     | Heinz-Joachim Rothenburg | GDR  | 20,33     | 20,33             | 20,20             | 20,04             | 20,03             | 20,19             | x                 |
| 3     | Waleri Woikin            | URS  | 19,47     | 19,47             | 19,07             | x                 | x                 | x                 | x                 |
| 4     | Mieczysław Bręczewski    | POL  | 19,06     | 18,82             | 19,06             | x                 | x                 | 18,99             | 18,63             |
| 5     | Ralf Reichenbach         | FRG  | 19,03     | 18,98             | x                 | 19,03             | x                 | 18,88             | 18,41             |
| 6     | Yves Brouzet             | FRA  | 18,89     | x                 | x                 | 18,68             | 18,75             | 18,89             | 18,76             |
| 7     | Matti Yrjölä             | FIN  | 18,56     | 17,76             | x                 | 18,53             | 18,56             | 18,54             | 18,19             |
| 8     | Angelo Groppelli         | ITA  | 17,95     | 17,34             | 17,95             | x                 | x                 | 17,76             | 17,53             |

Datum: 16. August 1975

### Diskuswurf
| Platz | Athlet               | Land | Weite (m) | Versuchsserie (m) | Versuchsserie (m) | Versuchsserie (m) | Versuchsserie (m) | Versuchsserie (m) | Versuchsserie (m) |
| Platz | Athlet               | Land | Weite (m) | 1. Versuch        | 2. Versuch        | 3. Versuch        | 4. Versuch        | 5. Versuch        | 6. Versuch        |
| 1     | Wolfgang Schmidt     | GDR  | 63,16     | 60,12             | x                 | 63,16             | x                 | x                 | 62,10             |
| 2     | Pentti Kahma         | FIN  | 62,70     | 60,38             | 61,32             | 61,58             | 62,70             | 59,12             | 57,36             |
| 3     | Hein-Direck Neu      | FRG  | 62,20     | 57,00             | 59,58             | x                 | 62,20             | x                 | x                 |
| 4     | Wiktor Pensikow      | URS  | 60,68     | x                 | 57,58             | 58,92             | 60,68             | 56,70             | 57,80             |
| 5     | Armando De Vincentis | ITA  | 60,46     | 53,34             | 58,94             | 60,00             | x                 | 60,46             | 60,22             |
| 6     | Stanisław Wołodko    | POL  | 59,32     | 56,16             | 59,32             | x                 | 58,22             | 57,28             | x                 |
| 7     | Bill Tancred         | GBR  | 57,18     | 57,18             | 56,12             | 54,50             | x                 | 55,92             | x                 |
| 8     | Michel Chabrier      | FRA  | 55,82     | x                 | 55,68             | 54,38             | x                 | x                 | 55,82             |

Datum: 17. August 1975

### Hammerwurf
| Platz | Athlet              | Land | Weite (m) | Versuchsserie (m)       | Versuchsserie (m)       | Versuchsserie (m)       | Versuchsserie (m)       | Versuchsserie (m)       | Versuchsserie (m)       |
| Platz | Athlet              | Land | Weite (m) | 1. Versuch              | 2. Versuch              | 3. Versuch              | 4. Versuch              | 5. Versuch              | 6. Versuch              |
| 1     | Karl-Hans Riehm     | FRG  | 77,50     | 73,76                   | 76,30                   | 77,50                   | 77,28                   | x                       | x                       |
| 2     | Walentin Dmitrienko | URS  | 77,22     | 71,12                   | 75,80                   | 77,22                   | 76,32                   | 72,94                   | x                       |
| 3     | Jochen Sachse       | GDR  | 76,04     | 75,94                   | 76,04                   | x                       | x                       | 73,20                   | x                       |
| 4     | Szymon Jagliński    | POL  | 70,56     | 69,28                   | 69,74                   | x                       | 66,78                   | 70,56                   | 68,88                   |
| 5     | Harri Huhtala       | FIN  | 69,48     | 66,00                   | x                       | 67,30                   | 67,88                   | 69,34                   | 69,48                   |
| 6     | Jacques Accambray   | FRA  | 69,00     | 66,14                   | 68,80                   | 66,64                   | 69,00                   | 67,16                   | 67,20                   |
| 7     | Paul Dickenson      | GBR  | 67,40     | 67,12                   | 66,90                   | 67,40                   | x                       | x                       | 65,20                   |
| 8     | Gian Paolo Urlando  | ITA  | 65,86     | Versuchsserie unbekannt | Versuchsserie unbekannt | Versuchsserie unbekannt | Versuchsserie unbekannt | Versuchsserie unbekannt | Versuchsserie unbekannt |

Datum: 16. August 1975

### Speerwurf
| Platz | Athlet           | Land | Weite (m) | Versuchsserie (m) | Versuchsserie (m) | Versuchsserie (m) | Versuchsserie (m) | Versuchsserie (m) | Versuchsserie (m) |
| Platz | Athlet           | Land | Weite (m) | 1. Versuch        | 2. Versuch        | 3. Versuch        | 4. Versuch        | 5. Versuch        | 6. Versuch        |
| 1     | Nikolai Grebnjew | URS  | 84,30     | 84,30             | 77,78             | 76,86             | x                 | x                 | 82,34             |
| 2     | Piotr Bielczyk   | POL  | 82,00     | 74,00             | 72,76             | 73,08             | 78,48             | 75,84             | 82,00             |
| 3     | Seppo Hovinen    | FIN  | 81,02     | 79,70             | x                 | 80,80             | 81,02             | 78,42             | x                 |
| 4     | Detlef Michel    | GDR  | 79,94     | 79,94             | 76,69             | 74,32             | x                 | x                 | 79,10             |
| 5     | Klaus Wolfermann | FRG  | 79,90     | 79,74             | 78,12             | 79,90             | 76,96             | x                 | x                 |
| 6     | Renzo Cramerotti | ITA  | 76,42     | 69,04             | 71,04             | 72,80             | 69,86             | 76,42             | x                 |
| 7     | Dave Travis      | GBR  | 75,76     | 74,60             | 73,60             | 74,86             | 69,46             | 67,20             | 75,76             |
| 8     | Serge Leroy      | FRA  | 74,68     | 72,50             | 70,80             | x                 | 69,88             | x                 | 74,68             |

Datum: 17. August 1975

## Resultate Frauen

### 100 m
| Platz | Athletin                   | Land | Zeit (s) |
| ----- | -------------------------- | ---- | -------- |
| 1     | Renate Stecher             | GDR  | 11,29    |
| 2     | Andrea Lynch               | GBR  | 11,37    |
| 3     | Irena Szewińska            | POL  | 11,41    |
| 4     | Annegret Richter           | FRG  | 11,50    |
| 5     | Ljudmila Maslakowa         | URS  | 11,50    |
| 6     | Sylviane Telliez           | FRA  | 11,63    |
| 7     | Liljana Panajotowa-Iwanowa | BUL  | 11,77    |
| 8     | Viorica Enescu             | ROU  | 13,08    |

Datum: 16. August 1975
Wind: −0,5 m/s

### 200 m
| Platz | Athletin                   | Land | Zeit (s) |
| ----- | -------------------------- | ---- | -------- |
| 1     | Renate Stecher             | GDR  | 22,63    |
| 2     | Irena Szewińska            | POL  | 22,84    |
| 3     | Annegret Richter           | FRG  | 23,28    |
| 4     | Ljudmila Maslakowa         | URS  | 23,49    |
| 5     | Liljana Panajotowa-Iwanowa | BUL  | 23,68    |
| 6     | Sylviane Telliez           | FRA  | 23,74    |
| 7     | Helen Golden               | GBR  | 23,99    |
| 8     | Lăcrămioara Diaconiuc      | ROU  | 24,95    |

Datum: 17. August 1975
Wind: −0,8 m/s

### 400 m
| Platz | Athletin              | Land | Zeit (s) |
| ----- | --------------------- | ---- | -------- |
| 1     | Irena Szewińska       | POL  | 50,50    |
| 2     | Ellen Streidt         | GDR  | 50,60    |
| 3     | Donna Murray          | GBR  | 51,30    |
| 4     | Rita Wilden           | FRG  | 51,75    |
| 5     | Nadeschda Iljina      | URS  | 51,96    |
| 6     | Lăcrămioara Diaconiuc | ROU  | 53,74    |
| 7     | Patricia Darbonville  | FRA  | 54,14    |
| 8     | Sdrawka Trifonowa     | BUL  | 54,39    |

Datum: 16. August 1975

### 800 m
| Platz | Athletin               | Land | Zeit (min) |
| ----- | ---------------------- | ---- | ---------- |
| 1     | Mariana Suman          | ROU  | 2:00,6     |
| 2     | Ulrike Klapezynski     | GDR  | 2:00,7     |
| 3     | Liljana Tomowa         | BUL  | 2:01,1     |
| 4     | Nina Morgunowa         | URS  | 2:01,2     |
| 5     | Elżbieta Katolik       | POL  | 2:02,3     |
| 6     | Marie-Françoise Dubois | FRA  | 2:02,4     |
| 7     | Brigitte Kraus         | FRG  | 2:04,3     |
| 8     | Angela Creamer         | GBR  | 2:07,6     |

Datum: 16. August 1975

### 1500 m
| Platz | Athletin                | Land | Zeit (min) |
| ----- | ----------------------- | ---- | ---------- |
| 1     | Waltraud Strotzer       | GDR  | 4:08,0     |
| 2     | Natalia Andrei          | ROU  | 4:08,4     |
| 3     | Tatjana Kasankina       | URS  | 4:08,9     |
| 4     | Rossiza Pechliwanowa    | BUL  | 4:09,0     |
| 5     | Ellen Wellmann          | FRG  | 4:09,5     |
| 6     | Bronisława Ludwichowska | POL  | 4:12,9     |
| 7     | Joan Allison            | GBR  | 4:15,9     |
| 8     | Marie-Françoise Dubois  | FRA  | 4:16,0     |

Datum: 17. August 1975

### 100 m Hürden
| Platz | Athletin           | Land | Zeit (s) |
| ----- | ------------------ | ---- | -------- |
| 1     | Annelie Ehrhardt   | GDR  | 12,83    |
| 2     | Grażyna Rabsztyn   | POL  | 12,85    |
| 3     | Natalja Lebedewa   | URS  | 12,93    |
| 4     | Marlies Koschinski | FRG  | 13,42    |
| 5     | Nadine Prévost     | FRA  | 13,50    |
| 6     | Penka Sokolowa     | BUL  | 13,65    |
| 7     | Viorica Enescu     | ROU  | 13,66    |
| 8     | Lorna Boothe       | GBR  | 13,72    |

Datum: 17. August 1975
Wind: −0,3 m/s

### 4 × 100 m Staffel
| Platz | Besetzung      | Land                                                                             | Zeit (s) |
| ----- | -------------- | -------------------------------------------------------------------------------- | -------- |
| 1     | DDR            | Monika Meyer Renate Stecher Carla Bodendorf Sybille Priebsch                     | 42,81    |
| 2     | Sowjetunion    | Nadeschda Besfamilnaja Ljudmila Maslakowa Swetlana Bjelowa Wera Anissimowa       | 43,19    |
| 3     | BR Deutschland | Inge Helten Annegret Kroniger Annegret Richter Birgit Wilkes                     | 43,58    |
| 4     | Polen          | Ewa Długołęcka Aniela Szubert Barbara Bakulin Irena Szewińska                    | 43,82    |
| 5     | Großbritannien | Wendy Clarke Andrea Lynch Helen Golden Sonia Lannaman                            | 43,92    |
| 6     | Frankreich     | Nadine Coletto Catherine Delachanal Nicole Pani Annie Alize                      | 44,87    |
| 7     | Bulgarien      | Liljana Panajotowa-Iwanowa Zdrawka Schipokliewa Jordanka Jankowa Elena Stefanowa | 45,06    |
| 8     | Rumänien       | Mariana Suman Lăcrămioara Diaconiuc Ibolya Szlavik Dorina Cătineanu              | 46,61    |

Datum: 16. August 1975

### 4 × 400 m Staffel
| Platz | Besetzung      | Land                                                                       | Zeit (min) |
| ----- | -------------- | -------------------------------------------------------------------------- | ---------- |
| 1     | DDR            | Brigitte Rohde Gisela Anton Rita Kühne                                     | 3:24,0000  |
| 2     | Großbritannien | Jannette Roscoe Gladys Taylor Verona Elder Donna Murray                    | 3:26,6 NR  |
| 3     | Sowjetunion    | Inta Kļimoviča Larisa Golowanowa Ingrīda Barkāne Nadeschda Iljina          | 3:27,0000  |
| 4     | BR Deutschland | Dagmar Jost Rita Wilden Erika Weinstein Elke Barth                         | 3:27,4000  |
| 5     | Rumänien       | Ibolya Szlavik Alexandrina Badescu Lăcrămioara Diaconiuc Mariana Suman     | 3:32,8000  |
| 6     | Bulgarien      | Jordanka Filipowa Nikolina Schterewa Swetla Kolewa Liljana Tomowa          | 3:33,8000  |
| 7     | Polen          | Barbara Bakulin Genowefa Nowaczyk Danuta Pieczyk Zofia Zwolińska           | 3:33,8000  |
| 8     | Frankreich     | Dominique Forrest Catherine Nicolas Danielle Lairloup Patricia Darbonville | 3:35,8000  |

Datum: 17. August 1975

### Hochsprung
| Platz | Athletin                       | Land           | Höhe (m) |
| ----- | ------------------------------ | -------------- | -------- |
| 1     | Rosemarie Ackermann            | GDR            | 1,940000 |
| 2     | Ulrike Meyfarth                | BR Deutschland | 1,92 BRe |
| 3     | Virginia loan                  | ROU            | 1,860000 |
| 4     | Marie Christine Denis-Debourse | FRA            | 1,820000 |
| 5     | Galina Filatowa                | URS            | 1,790000 |
| 6     | Jordanka Blagoewa              | BUL            | 1,760000 |
| 7     | Danuta Holowinska              | POL            | 1,730000 |
| 8     | Rosaline Few                   | GBR            | 1,730000 |

Datum: 17. August 1975

### Weitsprung
| Platz | Athletin           | Land | Weite (m) | Versuchsserie (m) | Versuchsserie (m) | Versuchsserie (m) | Versuchsserie (m) | Versuchsserie (m) | Versuchsserie (m) |
| Platz | Athletin           | Land | Weite (m) | 1. Versuch        | 2. Versuch        | 3. Versuch        | 4. Versuch        | 5. Versuch        | 6. Versuch        |
| 1     | Lidija Alfejewa    | URS  | 6,76 NR   | 6,60              | 6,64              | 6,76              | 6,40              | x                 | 6,18              |
| 2     | Christa Striezel   | FRG  | 6,56000   | 6,56              | 6,43              | 6,08              | 6,15              | 6,12              | 6,06              |
| 3     | Jacqueline Curtet  | FRA  | 6,36000   | 6,36              | 6,33              | 6,20              | 6,19              | x                 | 6,21              |
| 4     | Alina Gheorghiu    | ROU  | 6,35000   | 6,07              | 6,35              | 6,25              | 6,18              | 6,16              | 6,03              |
| 5     | Angela Voigt       | GDR  | 6,35000   | x                 | x                 | x                 | 6,35              | x                 | x                 |
| 6     | Myra Nimmo         | GBR  | 6,19000   | 6,13              | 6,16              | 5,95              | 6,02              | 5,98              | 6,19              |
| 7     | Anna Włodarczyk    | POL  | 5,99000   | x                 | x                 | x                 | 5,95              | x                 | 5,99              |
| 8     | Liljana Panajotowa | BUL  | 5,48000   | 5,45              | 5,48              | 5,48              | x                 | x                 | x                 |

Datum: 17. August 1975

### Kugelstoßen
| Platz | Athletin             | Land | Weite (m) | Versuchsserie (m) | Versuchsserie (m) | Versuchsserie (m) | Versuchsserie (m) | Versuchsserie (m) | Versuchsserie (m) |
| Platz | Athletin             | Land | Weite (m) | 1. Versuch        | 2. Versuch        | 3. Versuch        | 4. Versuch        | 5. Versuch        | 6. Versuch        |
| 1     | Marianne Adam        | GDR  | 21,32     | 20,87             | 20,76             | 21,06             | 19,98             | 20,86             | 21,32             |
| 2     | Esfir Kratschewskaja | URS  | 20,53     | x                 | 19,12             | 20,38             | x                 | 20,49             | 20,53             |
| 3     | Iwanka Christowa     | BUL  | 20,24     | 20,22             | 20,22             | 20,24             | x                 | x                 | 19,91             |
| 4     | Eva Wilms            | FRG  | 17,96     | 17,62             | 17,78             | x                 | x                 | 17,96             | 17,92             |
| 5     | Ludwika Chewińska    | POL  | 17,64     | 17,46             | x                 | 17,50             | 17,49             | 17,64             | x                 |
| 6     | Léone Bertimon       | FRA  | 15,57     | x                 | 15,10             | 15,57             | 15,31             | x                 | 15,13             |
| 7     | Brenda Bedford       | GBR  | 14,76     | x                 | 14,76             | 14,47             | 14,15             | x                 | 14,26             |
| DOP   | Valentina Cioltan    | ROU  | 18,49     | 17,22             | 17,37             | 17,23             | 17,67             | 18,49             | x                 |

Datum: 17. August 1975
In diesem Wettbewerb gab es einen Dopingfall:

Die rumänische Kugelstoßerin Valentina Cioltan gehörte zu den ersten namentlich bekannten Sportlern, denen nach der Aufnahme anaboler Steroide in die Liste verbotener leistungssteigernder Mittel der illegale Einsatz von Anabolika nachgewiesen wurde. Ihr hier erzieltes Ergebnis – Rang vier – wurde ihr aberkannt.

### Diskuswurf
| Platz | Athletin                 | Land | Weite (m) | Versuchsserie (m) | Versuchsserie (m) | Versuchsserie (m) | Versuchsserie (m) | Versuchsserie (m) | Versuchsserie (m) |
| Platz | Athletin                 | Land | Weite (m) | 1. Versuch        | 2. Versuch        | 3. Versuch        | 4. Versuch        | 5. Versuch        | 6. Versuch        |
| 1     | Faina Grigorjewna Melnik | URS  | 66,54     | x                 | 62,32             | 66,54             | x                 | 63,24             | 64,54             |
| 2     | Gabriele Hinzmann        | GDR  | 64,72     | x                 | 62,64             | 64,72             | 64,12             | x                 | 55,94             |
| 3     | Argentina Menis          | ROU  | 63,60     | 62,86             | 63,60             | 63,56             | 61,48             | 62,28             | 62,94             |
| 4     | Marija Wergowa           | BUL  | 63,14     | 61,08             | 62,32             | 61,72             | 60,66             | 55,60             | 63,14             |
| 5     | Liesel Westermann        | FRG  | 57,56     | x                 | 54,58             | 57,56             | 56,94             | x                 | 55,00             |
| 6     | Danuta Rosani            | POL  | 55,74     | x                 | 54,46             | x                 | 52,58             | 52,42             | 55,74             |
| 7     | Meg Ritchie              | GBR  | 51,80     | 49,68             | x                 | x                 | 51,46             | 47,42             | 51,80             |
| 8     | Noëlle Jarry             | FRA  | 48,84     | 48,84             | 48,72             | 45,82             | x                 | x                 | x                 |

Datum: 16. August 1975

### Speerwurf
| Platz | Athletin          | Land | Weite (m) | Versuchsserie (m) | Versuchsserie (m) | Versuchsserie (m) | Versuchsserie (m) | Versuchsserie (m) | Versuchsserie (m) |
| Platz | Athletin          | Land | Weite (m) | 1. Versuch        | 2. Versuch        | 3. Versuch        | 4. Versuch        | 5. Versuch        | 6. Versuch        |
| 1     | Ruth Fuchs        | GDR  | 64,80     | 64,80             | 60,00             | 60,16             | 51,92             | 56,46             | 60,94             |
| 2     | Swetlana Babitsch | URS  | 61,88     | x                 | 56,74             | 55,66             | 58,80             | 58,40             | 61,88             |
| 3     | Lutwian Mollowa   | BUL  | 58,36     | 56,82             | 58,36             | 55,56             | 57,14             | 57,36             | 57,16             |
| 4     | Felicija Kinder   | POL  | 58,18     | 58,18             | 51,30             | 52.14             | 54,88             | 48,52             | 50,02             |
| 5     | Ameli Koloska     | FRG  | 55,70     | 53,82             | 55,70             | x                 | x                 | 53,16             | 54,92             |
| 6     | loana Pecec       | ROU  | 55,50     | 53,70             | 55,50             | 53,18             | 52,08             | 53,14             | 54,70             |
| 7     | Tessa Sanderson   | GBR  | 48,72     | 47,86             | 48,20             | 45,84             | 48,72             | 47,90             | 47,56             |
| 8     | Annie Bocle       | FRA  | 47,64     | 44,96             | 46,64             | 45,74             | 47,64             | 46,78             | 46,78             |

Datum: 16. August 1975